# België op de Olympische Zomerspelen 1992
België nam deel aan de Olympische Zomerspelen 1992 in Barcelona, Spanje. Er werd één medaille meer gewonnen dan bij de vorige editie en wederom geen goud.

## Medailleoverzicht
| Sport      | Olympiër         | Discipline  | Medaille |
| ---------- | ---------------- | ----------- | -------- |
| Roeien     | Annelies Bredael | skiff       | Zilver   |
| Judo       | Heidi Rakels     | tot 66 kg   | Brons    |
| Wielrennen | Cédric Mathy     | puntenkoers | Brons    |

## Deelnemers en resultaten

### Atletiek
| Olympiër              | Discipline             | Resultaat | Prestatie                                                                  |
| --------------------- | ---------------------- | --------- | -------------------------------------------------------------------------- |
| Patrick Stevens       | 100m (m)               | 31e       | serie 5: 2e in 10,63 kwartfinale 2: 8e in 10,69                            |
| Patrick Stevens       | 200m (m)               | 18e       | serie 2: 2e in 20,93 kwartfinale 5: 5e in 20,67                            |
| Vincent Rousseau      | 5000m (m)              | DNS       | serie 4: niet gestart                                                      |
| Vincent Rousseau      | 10000m (m)             | 35e       | serie 2: 18e in 29.25,68                                                   |
| William Van Dijck     | 3000m steeplechase (m) | DNS       | serie 2: 3e in 8.27,23 halve finale 1: 4e in 8.26,70 finale: 9e in 8.22,51 |
| Godfried Dejonckheere | 50km snelwandelen (m)  | DSQ       | gediskwalificeerd                                                          |
|                       |                        |           |                                                                            |
| Véronique Collard     | 10000m (v)             | DNF       | serie 1: niet gefinisht                                                    |
| Lieve Slegers         | 10000m (v)             | 15e       | serie 2: 9e in 32.40,59 finale: 15e in 32.14,17                            |
| Sylvia Dethier        | 100m horden (v)        | 19e       | serie 4: 3e in 13,19 kwartfinale 1: 8e in 13,32                            |

### Badminton
| Olympiër       | Discipline    | Resultaat | Prestatie                             |
| -------------- | ------------- | --------- | ------------------------------------- |
| Pedro Vanneste | enkelspel (m) | 33e       | 1e ronde: V van INA Khan: 11-15, 3-15 |

### Boksen
| Olympiër           | Discipline  | Resultaat | Prestatie                         |
| ------------------ | ----------- | --------- | --------------------------------- |
| Abdelkader Wahhabi | -63,5kg (m) | 33e       | 1e ronde: V van ZAM Fulanse: 3-13 |

### Boogschieten
| Olympiër       | Discipline      | Resultaat | Prestatie                                                                                                  |
| -------------- | --------------- | --------- | --- |
| Paul Vermeiren | individueel (m) | 12e       | plaatsingsronde: 17e met 1294 punten 1e ronde: W van DEN Toft: 101-97 2e ronde: V van KOR Jae-Hun: 102-111 |

### Gymnastiek
| Olympiër          | Discipline               | Resultaat | Prestatie |
| Ritmisch          | Ritmisch                 | Ritmisch  | Ritmisch |
| ----------------- | ------------------------ | --------- | --- |
| Cindy Stollenberg | individueel (v)          | 39e       | kwalificatie: 39e hoepel: 37e met 8,925 punten touw: 33e met 8,875 punten knots: 38e met 8,550 punten bal: 38e met 8,600 punten totaal: 34,950 punten |
| Turnen            |                          |           | |
| Bénédicte Evrard  | meerkamp individueel (v) | 23e       | kwalificatie: 48e vloer: 77e met 18,962 punten paard: 51e met 19,474 punten brug: 51e met 19,412 punten balk: 37e met 19,312 punten totaal: 77,16 punten finale: 23e vloer: 27e met 9,762 punten paard: 28e met 9,650 punten brug: 20e met 9,787 punten balk: 28e met 9,775 punten totaal: 38,974 punten |

### Judo
| Olympiër            | Discipline | Resultaat | Prestatie |
| ------------------- | ---------- | --------- | --- |
| Philip Laats        | -65kg (m)  | 5e        | 1e ronde: vrij 2e ronde: W van NOR Traavik:yuko 3e ronde: W van MGL Maralgerel kwartfinale: V van HUN Jozsef Csak herkansingen: W van TCH Petrikov herkansingen 2: W van JPN Maruyama bronzen finale: V van GER Quellmalz |
| Johan Laats         | -78kg (m)  | 5e        | 1e ronde: vrij 2e ronde: W van GBR Birch 3e ronde: W van HUN Zsoldos kwartfinale: W van FRA Damaisin halve finale: V van JPN Yoshida bronzen finale: V van KOR Kim                                                        |
| Robert Van de Walle | -95kg (m)  | 7e        | 1e ronde: vrij 2e ronde: W van CAF Kaya 3e ronde: V van POL Nastula herkansingen: W van KOR Yoon herkansingen 2: W van MGL Baljinnyam herkansingen 3: V van EST Pertelson                                                 |
| Harry Van Barneveld | +95kg (m)  | 5e        | 1e ronde: W van SYR Al Aoua 2e ronde: W van LUX Muller kwartfinale: V van JPN Ogawa herkansingen: W van KEN Obwoge herkansingen 2: W van ESP Perez bronzen finale: V van HUN Csosz                                        |
|                     |            |           | |
| Heidi Goossens      | -52kg (m)  | 20e       | 1e ronde: V van ITA Giu Ngi |
| Nicole Flagothier   | -56kg (m)  | 5e        | 1e ronde: W van USA Donahoo kwartfinale: W van POR Cavalleri halve finale: V van GBR Hausch bronzen finale: V van JPN Tateno                                                                                              |
| Gella Vandecaveye   | -61kg (m)  | 9e        | 1e ronde: W van MYA Thant 2e ronde: W van SUI Hammerling kwartfinale: V van GER Eickoff herkansingen: V van EUN Petrova                                                                                                   |
| Heidi Rakels        | -66kg (m)  | Brons     | 1e ronde: vrij 2e ronde: W van BRA Cardoso kwartfinale: V van GBR Howey herkansingen 1: W van CHN Leng herkansingen 2: W van USA Jividen bronzen finale: W van GER Schreiber                                              |
| Ulla Werbrouck      | -72kg (m)  | 9e        | 1e ronde: W van POR Godinho 2e ronde: W van FIJ Lesivakaruak kwartfinale: V van NED De Kok herkansingen: V van FRA Meignan                                                                                                |

### Kanovaren
| Olympiër                        | Discipline    | Resultaat | Prestatie                                                                        |
| ------------------------------- | ------------- | --------- | -------------------------------------------------------------------------------- |
| Antoon De Brauwer Bart Stalmans | K-2 500m (m)  | 20e       | serie 2: 7e in 1.41,84 herkansingen: 5e in 1.33,51                               |
| Antoon De Brauwer Bart Stalmans | K-2 1000m (m) | 17e       | serie 1: 4e in 3.23,48 herkansingen: 3e in 3.21,73 halve finale 1: 8e in 3.25,96 |

### Paardensport
| Olympiër                                                                    | Discipline  | Resultaat | Prestatie |
| Eventing                                                                    | Eventing    | Eventing  | Eventing |
| --------------------------------------------------------------------------- | ----------- | --------- | --- |
| Jef Desmedt                                                                 | individueel | 10e       | dressuur: 39e met 64,60 strafpunten crosscountry: 13e met 38,80 strafpunten springconcours: 9e met 5 strafpunten totaal: 108,40 strafpunten      |
| Karin Donckers                                                              | individueel | 8e        | dressuur: 69e met 75,40 strafpunten crosscountry: 5e met 24 strafpunten springconcours: 9e met 5 strafpunten totaal: 104,40 strafpunten          |
| Willy Sneyers                                                               | individueel | 18e       | dressuur: 10e met 51,60 strafpunten crosscountry: 20e met 48,40 strafpunten springconcours: 53e met 52,25 strafpunten totaal: 120,25 strafpunten |
| Dirk Van Der Elst                                                           | individueel | 40e       | dressuur: 67e met 74,80 strafpunten crosscountry: 41e met 81,60 strafpunten springconcours: 24e met 10 strafpunten totaal: 166,40 strafpunten    |
| Jef Desmedt Karin Donckers Willy Sneyers Dirk Van Der Elst                  | team        | 4e        | dressuur: 12e met 191 strafpunten crosscountry: 3e met 111,20 strafpunten springconcours: 3e met 20 strafpunten totaal: 333,05 strafpunten       |
| Springconcours                                                              |             |           | |
| Evelyne Blaton                                                              | individueel | 12e       | kwalificatie: 17e met 167,50 punten finale 1e ronde: 14e met 8 strafpunten finale 2e ronde: 10e met 9,00 strafpunten                             |
| Dirk Demeersman                                                             | individueel | 62e       | kwalificatie: 62e met 77,50 punten |
| Ludo Philippaerts                                                           | individueel | 7e        | kwalificatie: 5e met 206,50 punten finale 1e ronde: 6e met 4 strafpunten finale 2e ronde: 7e met 8,25 strafpunten                                |
| Jean-Claude Van Geenberghe                                                  | individueel | 75e       | kwalificatie: 75e met 39,50 punten |
| Evelyne Blaton Dirk Demeersman Ludo Philippaerts Jean-Claude Van Geenberghe | team        | 12e       | 1e ronde: 3e met 8,75 punten 2e ronde: 17e met 48,50 punten totaal: 57,25 punten                                                                 |

### Roeien
| Olympiër                                                 | Discipline      | Resultaat | Prestatie                                                                    |
| -------------------------------------------------------- | --------------- | --------- | ---------------------------------------------------------------------------- |
| Luc Goiris Jaak Van Driessche                            | twee-zonder (m) | 5e        | serie 2: 1e in 6.38,49 halve finale 2: 2e in 6.34,72 finale: 5e in 6.38,20   |
| Dirk Crois Alain Lewuillon Tom Symoens Wim Van Belleghem | dubbel-vier (m) | 12e       | serie 2: 3e in 5.53,47 halve finale 1: 6e in 6.05,87 finale B: 6e in 6.01,38 |
|                                                          |                 |           |                                                                              |
| Annelies Bredael                                         | skiff (v)       | Zilver    | serie 2: 1e in 7.50,02 halve finale 2: 2e in 7.33,97 finale: 2e in 7.26,64   |
| Renée Govaert Ann Haesebrouck                            | dubbel-twee (v) | 9e        | serie 2: 3e in 7.41,32 halve finale 2: 5e in 7.07,35 finale B: 3e in 7.06,98 |

### Schietsport
| Olympiër         | Discipline           | Resultaat | Prestatie                                                         |
| ---------------- | -------------------- | --------- | ----------------------------------------------------------------- |
| Karin Biva       | 10m luchtgeweer (v)  | 31e       | kwalificatie: 31e met 385 punten (98-97-95-95)                    |
| Anne Goffin      | 25m pistool (v)      | 39e       | kwalificatie: 39e met 562 punten (286-276)                        |
| Anne Goffin      | 10m luchtpistool (v) | 15e       | kwalificatie: 15e met 377 punten (94-94-93-96)                    |
| Sonia Vettenburg | 10m luchtpistool (v) | 42e       | kwalificatie: 42e met 369 punten (91-94-91-93)                    |
|                  |                      |           |                                                                   |
| Frans Peeters    | trap                 | 14e       | kwalificatie: 15e met 144 punten halve finale: 14e met 192 punten |

### Schoonspringen
| Olympiër       | Discipline   | Resultaat | Prestatie                        |
| -------------- | ------------ | --------- | -------------------------------- |
| Alexei Kogalev | 3m plank (m) | 26e       | voorronde: 26e met 323,46 punten |

### Tafeltennis
| Olympiër                         | Discipline     | Resultaat | Prestatie |
| -------------------------------- | -------------- | --------- | --- |
| Jean-Michel Saive                | enkelspel (m)  | 9e        | groep F: 1e W van BRA Hoyama: 2-0 W van EUN Mazunov: 2-1 W van IRI Al-Idokh: 2-0 2e ronde: V van AUT Yi: 0-3 |
| Jean-Michel Saive Philippe Saive | dubbelspel (m) | 9e        | groep D: 2e V van KOR Taek-Soo/Nam-Kyu: 0-2 W van BRA Hoyama/Kano: 2-0                                       |

### Tennis
| Olympiër         | Discipline    | Resultaat | Prestatie |
| ---------------- | ------------- | --------- | --- |
| Sabine Appelmans | enkelspel (v) | 5e        | 1e ronde: W van AUS McQuillan: 6-3, 6-3 2e ronde: W van AUS Bradtke: 6-2, 6-1 3e ronde: W van EUN Manjoekova: 6-1 kwartfinale: V van GER Graf: 1-6, 0-6 |

### Wielersport
| Olympiër         | Discipline                    | Resultaat | Prestatie                                                                                      |
| Baan             | Baan                          | Baan      | Baan                                                                                           |
| ---------------- | ----------------------------- | --------- | ---------------------------------------------------------------------------------------------- |
| Cédric Mathy     | individuele achtervolging (m) | 9e        | kwalificatie: 9e in 4.37,288 kwartfinale 4: W van Japan Ehara: 4.33,942                        |
| Erik Schoefs     | sprint (m)                    | 9e        | kwalificatie: 9e in 10,819 1e ronde serie 8: 1e 3e ronde serie 1: 3e 3e ronde herkansingen: 2e |
| Tom Steels       | tijdrit (m)                   | 19e       | 1.07,085                                                                                       |
| Cédric Mathy     | puntenkoers (m)               | Brons     | 41 punten                                                                                      |
|                  |                               |           |                                                                                                |
| Kristel Werckx   | individuele achtervolging (v) | 9e        | kwalificatie: 9e in 3.50,051                                                                   |
| Weg              |                               |           |                                                                                                |
| Wim Omloop       | wegwedstrijd (m)              | DNF       | niet gefinisht                                                                                 |
| Erwin Thijs      | wegwedstrijd (m)              | DNF       | niet gefinisht                                                                                 |
| Michel Vanhaecke | wegwedstrijd (m)              | DNF       | niet gefinisht                                                                                 |
| Kristel Werckx   | wegwedstrijd (v)              | 14e       | 2:05.03                                                                                        |

### Worstelen
| Olympiër             | Discipline     | Resultaat      | Prestatie                                                     |
| Grieks-Romeins       | Grieks-Romeins | Grieks-Romeins | Grieks-Romeins                                                |
| -------------------- | -------------- | -------------- | ------------------------------------------------------------- |
| Jean-Pierre Wafflard | -82kg (m)      | 17e            | 1e ronde: V van SWE Fredriksson 2e ronde: V van KOR Myung-suk |

### Zeilen
| Olympiër                       | Discipline       | Resultaat | Prestatie                                   |
| ------------------------------ | ---------------- | --------- | ------------------------------------------- |
| Paul Van Den Abeele            | lechner A390 (m) | 15e       | 170 punten: (19-2-14-7-20-20-12-11-19-17)   |
| Dirk Bellemans Johan Bellemans | 470 (m)          | 18e       | 137,7 punten: (9-6-21-29-30-16-21)          |
|                                |                  |           |                                             |
| Christ'l Smet                  | lechner A390 (v) | 15e       | 179 punten: (8-20-10-12-16-19-13-17-PMS-10) |
| Min Dezillie                   | europe (v)       | 18e       | 115 punten: (18-14-4-18-15-DSQ-12)          |

### Zwemmen
| Olympiër                                                           | Discipline            | Resultaat | Prestatie                                      |
| ------------------------------------------------------------------ | --------------------- | --------- | ---------------------------------------------- |
| Marc Verbeeck                                                      | 50m vrije slag (m)    | 53e       | serie 5: 7e in 24,85                           |
| Marc Verbeeck                                                      | 100m vrije slag (m)   | 48e       | serie 5: 6e in 52,97                           |
| Stefaan Maene                                                      | 200m vrije slag (m)   | 24e       | serie 7: 8e in 1.51,85                         |
| Stefaan Maene                                                      | 100m rugslag (m)      | 10e       | serie 7: 4e in 56,34 finale B: 2e in 56,47     |
| Yasuhiro Vandewalle                                                | 100m rugslag (m)      | 9e        | serie 5: 5e in 56,20 finale B: 1e in 56,36     |
| Stefaan Maene                                                      | 200m rugslag (m)      | 8e        | serie 6: 4e in 1.59,64 finale: 8e in 2.00,91   |
| Yasuhiro Vandewalle                                                | 200m rugslag (m)      | 14e       | serie 3: 2e in 2.01,46 finale B: 6e in 2.02,45 |
| Fred Deburghgraeve                                                 | 100m schoolslag (m)   | 34e       | serie 7: 8e in 1.05,10                         |
| Fred Deburghgraeve                                                 | 200m schoolslag (m)   | 19e       | serie 6: 6e in 2.16,93                         |
| Stefaan Maene                                                      | 200m wisselslag (m)   | 24e       | serie 5: 3e in 2.06,16                         |
| Fred Deburghgraeve Stefaan Maene Yasuhiro Vandewalle Marc Verbeeck | 4x100m wisselslag (m) | 16e       | serie 2: 5e in 3.47,64                         |
|                                                                    |                       |           |                                                |
| Isabelle Arnould                                                   | 200m vrije slag (v)   | 20e       | serie 3: 7e in 2.04,06                         |
| Sandra Cam                                                         | 200m vrije slag (v)   | 25e       | serie 3: 8e in 2.04,72                         |
| Isabelle Arnould                                                   | 400m vrije slag (v)   | 6e        | serie 3: 2e in 4.13,81 finale: 6e in 4.13,75   |
| Sandra Cam                                                         | 400m vrije slag (v)   | 10e       | serie 2: 5e in 4.17,87 finale B: 2e in 4.14,11 |
| Isabelle Arnould                                                   | 800m vrije slag (v)   | 8e        | serie 4: 3e in 8.40,86 finale: 8e in 8.41,86   |
| Sandra Cam                                                         | 800m vrije slag (v)   | 14e       | serie 4: 5e in 8.50,91                         |
| Brigitte Becue                                                     | 100m schoolslag (v)   | 21e       | serie 4: 7e in 1.12,82                         |
| Brigitte Becue                                                     | 200m schoolslag (v)   | 17e       | serie 3: 7e in 2.34,11                         |
| Brigitte Becue                                                     | 200m wisselslag (v)   | 25e       | serie 6: 8e in 2.21,98                         |

Albanië · Algerije · Amerikaanse Maagdeneilanden · Amerikaans-Samoa · Andorra · Angola · Antigua en Barbuda · Argentinië · Aruba · Australië · Bahama's · Bahrein · Bangladesh · Barbados · België · Belize · Benin · Bermuda · Bhutan · Bolivia · Bosnië en Herzegovina · Botswana · Brazilië · Britse Maagdeneilanden · Bulgarije · Burkina Faso · Canada · Centraal-Afrikaanse Republiek · Chili · China · Chinees Taipei · Colombia · Congo-Brazzaville · Cookeilanden · Costa Rica · Cuba · Cyprus · Denemarken · Djibouti · Dominicaanse Republiek · Duitsland · Ecuador · Egypte · El Salvador · Equatoriaal-Guinea · Estland · Ethiopië · Fiji · Filipijnen · Finland · Frankrijk · Gabon · Gambia · Gezamenlijk team · Ghana · Grenada · Griekenland · Groot-Brittannië · Guam · Guatemala · Guinee · Guyana · Haïti · Honduras · Hongarije · Hongkong · Ierland · IJsland · India · Indonesië · Irak · Iran · Israël · Italië · Ivoorkust · Jamaica · Japan · Jemen · Jordanië · Kaaimaneilanden · Kameroen · Kenia · Koeweit · Kroatië · Laos · Lesotho · Letland · Libanon · Libië · Liechtenstein · Litouwen · Luxemburg · Madagaskar · Malawi · Malediven · Maleisië · Mali · Malta · Marokko · Mauritanië · Mauritius · Mexico · Monaco · Mongolië · Mozambique · Myanmar · Namibië · Nederland · Nederlandse Antillen · Nepal · Nicaragua · Nieuw-Zeeland · Niger · Nigeria · Noord-Korea · Noorwegen · Oeganda · Oman · Oostenrijk · Pakistan · Panama · Papoea-Nieuw-Guinea · Paraguay · Peru · Polen · Portugal · Puerto Rico · Qatar · Roemenië · Rwanda · Saint Vincent‑Grenadines · Salomonseilanden · Samoa · San Marino · Saoedi-Arabië · Senegal · Seychellen · Sierra Leone · Singapore · Slovenië · Soedan · Spanje · Sri Lanka · Suriname · Swaziland · Syrië · Tanzania · Thailand · Togo · Tonga · Trinidad en Tobago · Tsjaad · Tsjecho-Slowakije · Tunesië · Turkije · Uruguay · Vanuatu · Venezuela · Verenigde Arabische Emiraten · Verenigde Staten · Vietnam · Zaïre · Zambia · Zimbabwe · Zuid-Afrika · Zuid-Korea · Zweden · Zwitserland · Onafhankelijke olympische deelnemers